# Serraca intermedia
Serraca intermedia är en fjärilsart som beskrevs av Barend J. Lempke 1952. Serraca intermedia ingår i släktet Serraca och familjen mätare. Inga underarter finns listade i Catalogue of Life.